# Cyclisme aux Jeux olympiques d'été de 1948
Navigation
Berlin 1936 Helsinki 1952
Aux Jeux olympiques d'été de 1948, il existe deux disciplines de cyclisme : le cyclisme sur piste, le cyclisme sur route.

## Podiums

### Hommes
| Podiums               |                                                                 |                                                                     |                                                                            |
| Route                 |                                                                 |                                                                     |                                                                            |
| Course en ligne       | José Beyaert                                                    | Gerrit Voorting                                                     | Lode Wouters                                                               |
| Course par équipes    | Belgique Léon De Lathouwer Eugène van Roosbroeck Lode Wouters   | Grande-Bretagne Robert John Maitland Ian Scott Gordon Thomas        | France José Beyaert Jacques Dupont Alain Moineau                           |
| Piste                 |                                                                 |                                                                     |                                                                            |
| Kilomètre             | Jacques Dupont                                                  | Pierre Nihant                                                       | Thomas Godwin                                                              |
| Vitesse individuelle  | Mario Ghella                                                    | Reginald Harris                                                     | Axel Schandorff                                                            |
| Tandem                | Italie Renato Perona Ferdinando Terruzzi                        | Grande-Bretagne Alan Bannister Reginald Harris                      | France Gaston Dron René Faye                                               |
| Poursuite par équipes | France Fernand Decanali Pierre Adam Serge Blusson Charles Coste | Italie Rino Pucci Arnaldo Benfenati Guido Bernardi Anselmo Citterio | Grande-Bretagne Wilfred Waters Robert Geldard Thomas Godwin David Ricketts |

## Tableau des médailles
| Rang | Nation          | Or | Argent | Bronze | Total |
| ---- | --------------- | -- | ------ | ------ | ----- |
| 1    | France          | 3  | 0      | 2      | 5     |
| 2    | Italie          | 2  | 1      | 0      | 3     |
| 3    | Belgique        | 1  | 1      | 1      | 3     |
| 4    | Grande-Bretagne | 0  | 3      | 2      | 5     |
| 5    | Pays-Bas        | 0  | 1      | 0      | 1     |
| 6    | Danemark        | 0  | 0      | 1      | 1     |